# Wolfurter Kelch
Der Wolfurter Kelch ist ein silberner Messkelch, den ein Ritter Konrad von Wolfurt im Jahre 1364 dem Kloster Pfäfers geschenkt hat. Das liturgische Gerät ist besonders kostbar, da neben dem Kelch auch das Stiftungsdokument erhalten ist – eine sehr seltene Konstellation.

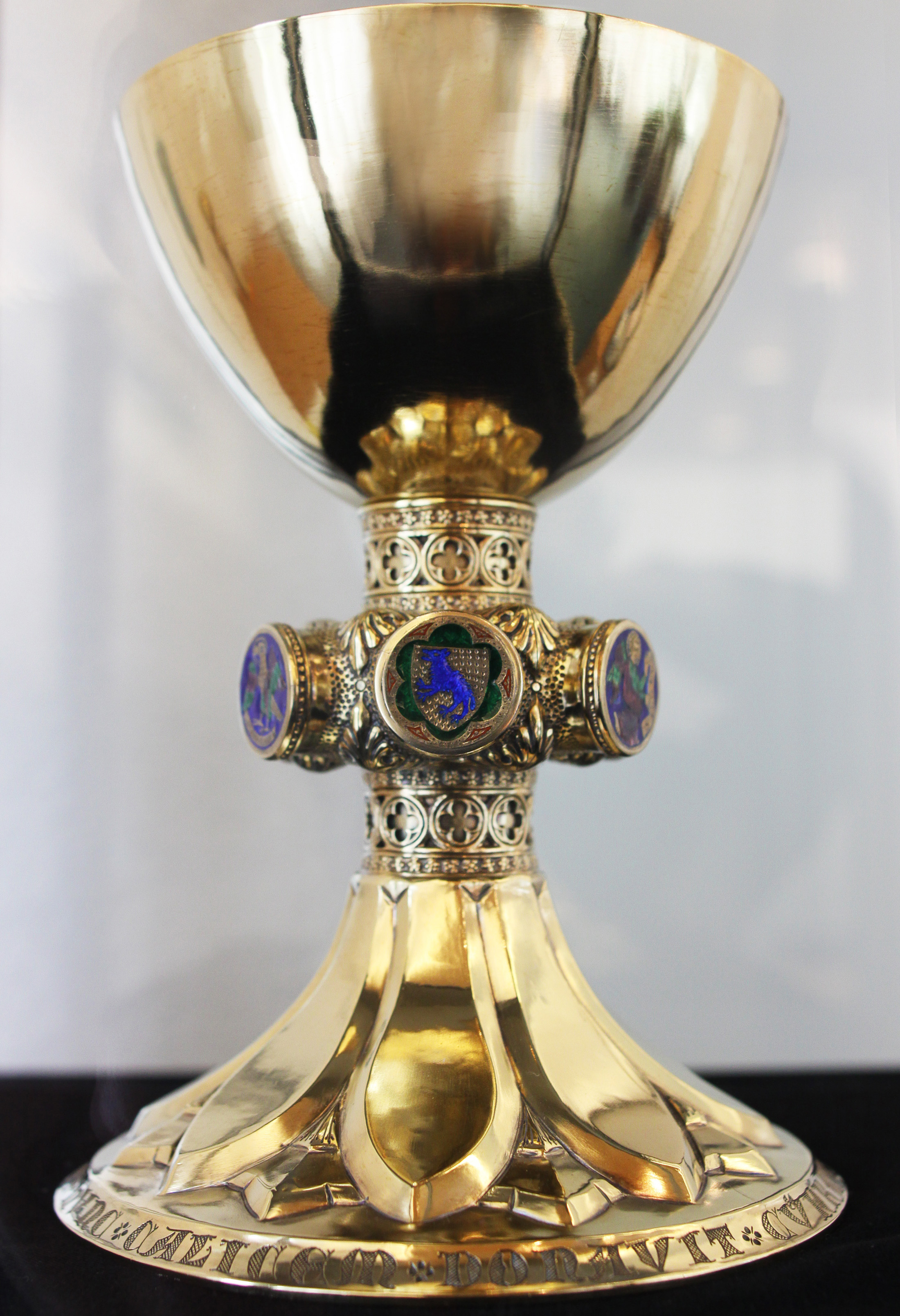
Kopie des Wolfurter Kelches im Gemeindeamt Wolfurt

## Beschreibung
Der Wolfurter Kelch ist aus Silber getrieben, graviert, punziert, vergoldet und emailliert. Er hat eine Höhe von 19,5 cm und wiegt 900 g; die Kuppa (Schale) hat einen Durchmesser von 13 cm. Den runden Fuß zieren flach herausgetriebene, lanzettförmige Blätter. Sechs runde Rotuli zeigen in Email die vier Evangelistensymbole und das heute noch verwendete Wappen des Ortes Wolfurt bei Bregenz in Vorarlberg. Auf dem Fußrand findet sich die Aufschrift: CVNRADVS DE WOLFVRT MILES VIRGINE MARIE HVNC CALICEM DONAVIT („Conrad v. Wolfurt, Ritter der Jungfrau Maria, stiftete diesen Kelch“).

## Ritter von Wolfurt
Die Herren von Wolfurt tauchen erstmals im Jahr 1219 auf. Der Wolfurter Heimatforscher Siegfried Heim führt den Namen Wolfurt auf einen schottischen Ritter namens M´Dewr the Wolf zurück, der das Schloss Wolfurt von Kaiser Barbarossa als Lehen erhielt. Im 14. Jahrhundert besaß die inzwischen weit verzweigte Familie der Wolfurter Ritter neben der Stammburg in Wolfurt zehn weitere Burgen in Süddeutschland, neun in Ungarn und eine in Italien (Guglionesi). Rund 100 Jahre später – in der ersten Hälfte des 15. Jahrhunderts – verschwindet die Sippe der Edlen von Wolfurt. Sie starben aus, verarmten oder wurden Bürger in den Städten. 

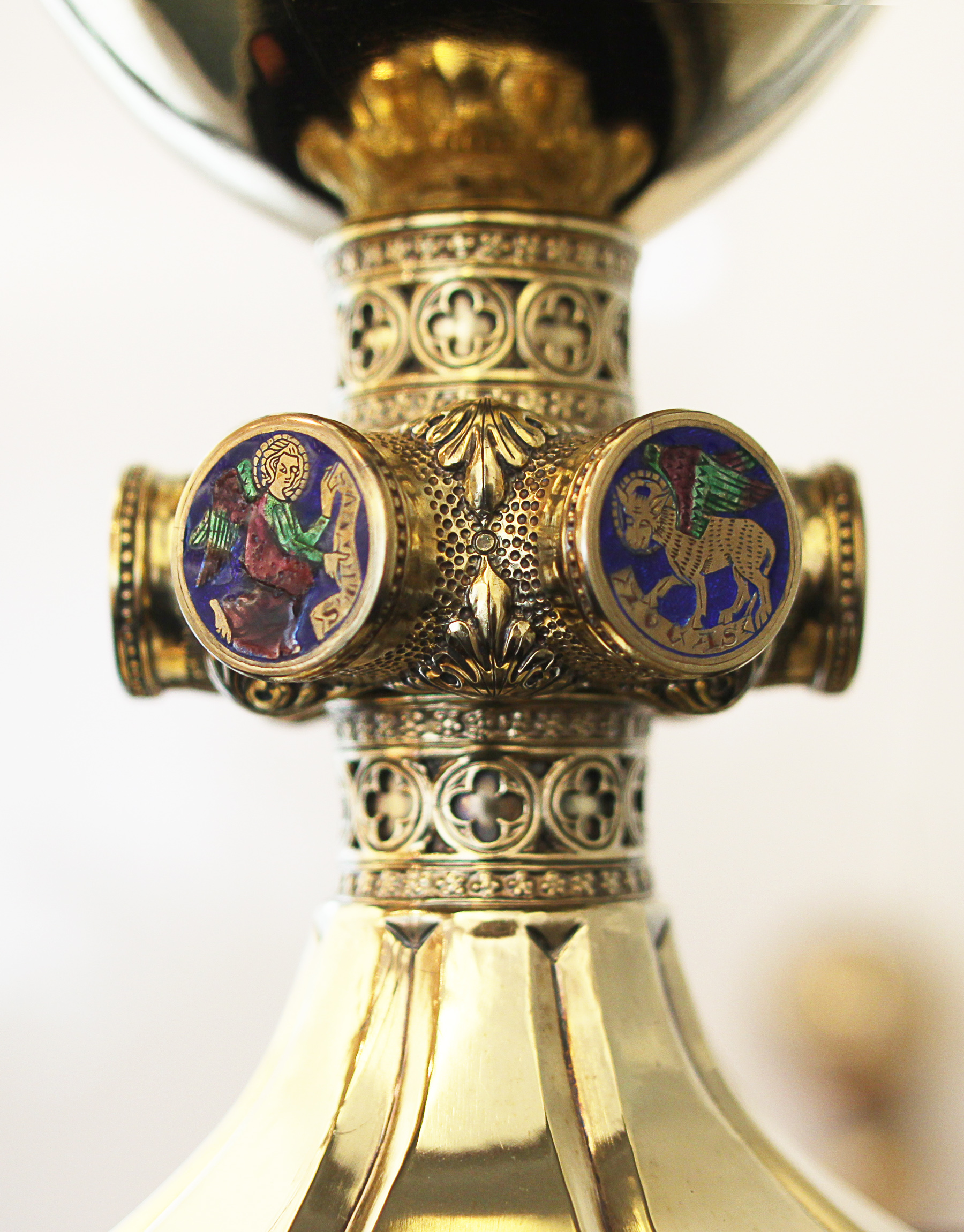
Die sechs Rotuli zeigen die vier Evangelistensymbole und zwei Mal das Wappen von Wolfurt

## Ritter Konrad als Stifter des Kelches
Zur Zeit der Hochblüte der Ritter von Wolfurt tauchten die Brüder Konrad und Ulrich auf. Sie dienten König Ludwig I. als Söldnerführer an der Seite des Söldnerführers Werner von Urslingen und eroberten 1348 das Königreich Neapel. Sie plünderten unter anderem die Städte Foggia, Capua und Aversa. Mit Mord, Erpressung und Brandschatzung machten sie reiche Beute.
Nach Siegfried Heim ist der Söldnerführer Konrad von Wolfurt auch der Stifter des Wolfurter Kelches. Aus der Stiftungsurkunde spricht die Reue über seine Untaten: „Ritter Konrad (bittet) für das Heil seiner Seele (…) und um das Seelenheil für alle, die von ihm in Leib und Gut, tätlich oder auf eine andere Weise verletzt worden sind.“
Allerdings ergeben sich in der Literatur durch die häufige Verwendung des Namens „Konrad von Wolfurt“ Widersprüche. So ist bei Karl-Heinz Burmeister der Söldnerführer Konrad nicht der Stifter des Kelches. Nach Burmeister ist der Kelchstifter Konrad jener, der 1365 Burg und Stadt Arbon kaufte und kurz nach 1369 verstarb. Burmeister gibt an, dass das Schicksal des Söldnerführers Konrad ungewiss sei.

## Geschichte des Kelches
Der Wolfurter Kelch wurde bis 1838 im Kloster Pfäfers aufbewahrt, kam dann in den Besitz der Kirchgemeinde und wurde 1884 verkauft. 1886 erwarb Dr. Heinrich Angst den Kelch im Kunsthandel, 1903 schenkte er ihn dem Schweizerischen Landesmuseum, wo er heute aufbewahrt wird.
Nachdem Wolfurt im Jahr 1982 zur Marktgemeinde erhoben wurde, ließ der damalige Bürgermeister Hubert Waibel eine Kopie des Kelches vom Silberschmied-Atelier Spitzbarth in Zürich anfertigen. Der Kelch wurde 1985 der Öffentlichkeit vorgestellt und ist heute im Gemeindeamt ausgestellt. Die auf den 20. September 1364 datierte Stiftungsurkunde befindet sich im Stiftsarchiv St. Gallen.